# Entedon australiansis
Entedon australiansis är en stekelart som först beskrevs av Girault 1913.  Entedon australiansis ingår i släktet Entedon och familjen finglanssteklar. Inga underarter finns listade i Catalogue of Life.